# 더니골주
더니골주(영어: County Donegal [ˈdʌnɨɡɔːl][*], 아일랜드어: Contae Dhún na nGall 콘테 운 나 날)는 아일랜드의 주 중 하나이다. 주도는 리퍼드다. 넓이는 4,841km2며 인구는 2011년 기준으로 160,927명이다. 더니골 공항이 위치하고 있다.
주 이름은 아일랜드어의「외국인 요새」(이 경우 외국인은 바이킹을 의미한다)에서 유래한다. 원래 이 주는 전신인 ‘티르 호날(아일랜드어: Tír Chonaill)’ 백작령에서 기인해 자주 티르 호날 주라고 했다.

## 지리
얼스터 지역에서 가장 거칠고 산이 많은 지형이다. 주로 낮은 산들로 이루어져 있고, 심하게 들쭉날쭉한 해안선들이 자연적으로 스윌리 호수(Loch Súilí)와 같은 자연 호수를 형성하고 있다. 유럽에서 여섯 번째로 높은 해안 절벽 스리브 리그(Sliabh Liag)와 아일랜드 최북단 지역 마린 헤드(Cionn Mhálanna)가 있다. 기후는 북대서양 해류의 영향을 받아 온화하며 여름은 습기가 많고 겨울에는 비가 적다. 해안의 섬 중 아란모어(Árainn Mhór)섬과 토리(Toraigh)섬에는 항상 사람이 살지만 다른 섬들에는 임시 거주자밖에 없다. 로칼섬이 속한다고 주장하고 있다.

## 문화 및 전통
더니골주에서 사용되는 아일랜드어 방언은 독특해서 스코틀랜드 게일어에 가깝다. 더니골의 겔타흐트 (게일 어구)에서 사용되는 아일랜드어는 서쪽 얼스터 방언인 한편, 20세기 초반 영어권 지역이 되어 버린 이니쇼웬에서는 동쪽 얼스터 방언이 사용되고 있었다. 스코틀랜드어(Scots)의 얼스터 스코트어는 아직까지 어느 정도는 동쪽 더니골의 라간(Laggan) 지구에서 사용된다.
더니골 아일랜드어는 얼스터 지역에서 배워지는 아일랜드어에 큰 영향력을 가지며 RTÉ에서 사용되는 공식 아일랜드어 발음과는 다르다.
더니골 주는 다른 아일랜드 서부 지역과 마찬가지로 독특한 피들 전통과 노래를 가지고 세계적으로 알려져 있다. 대중 음악도 마찬가지로, 엔야는 그위도어 출신이며, 록 아티스트 로리 갤러허는 밸리섀넌 출신이다.
근대 문학에서는 이니쇼웬의 극작가이자 시인인 프랭크 맥기네스와 북아일랜드 태생인 더니골 거주 작가 브라이언 프리엘이 손꼽힌다. 프리엘 연극의 대부분은 더니골에 있는 가상 도시 ‘밸리베그’를 무대로 하고 있다.

## 인구
| 연도                                      | 인구    | ±%      |
| ----------------------------------------- | ------- | ------- |
| 1600                                      | 7,889   | —       |
| 1610                                      | 5,778   | −26.8%  |
| 1659                                      | 12,001  | +107.7% |
| 1821                                      | 120,559 | +904.6% |
| 1831                                      | 141,845 | +17.7%  |
| 1841                                      | 296,448 | +109.0% |
| 1851                                      | 255,158 | −13.9%  |
| 1861                                      | 237,395 | −7.0%   |
| 1871                                      | 218,334 | −8.0%   |
| 1881                                      | 206,035 | −5.6%   |
| 1891                                      | 185,635 | −9.9%   |
| 1901                                      | 173,722 | −6.4%   |
| 1911                                      | 168,537 | −3.0%   |
| 1926                                      | 152,508 | −9.5%   |
| 1936                                      | 142,310 | −6.7%   |
| 1946                                      | 136,317 | −4.2%   |
| 1951                                      | 131,530 | −3.5%   |
| 1956                                      | 122,059 | −7.2%   |
| 1961                                      | 113,842 | −6.7%   |
| 1966                                      | 108,549 | −4.6%   |
| 1971                                      | 108,344 | −0.2%   |
| 1979                                      | 121,941 | +12.5%  |
| 1981                                      | 125,112 | +2.6%   |
| 1986                                      | 129,664 | +3.6%   |
| 1991                                      | 128,117 | −1.2%   |
| 1996                                      | 129,994 | +1.5%   |
| 2002                                      | 137,575 | +5.8%   |
| 2006                                      | 147,264 | +7.0%   |
| 2011                                      | 161,137 | +9.4%   |
| 2016                                      | 159,192 | −1.2%   |
| [ 3 ] [ 4 ] [ 5 ] [ 6 ] [ 7 ] [ 8 ] [ 9 ] |         |         |

## 같이 보기
- 분류:더니골주 출신
- 북아일랜드 분쟁